# (2686) Linda Susan
(2686) Linda Susan (1981 JW1) – planetoida z pasa głównego asteroid okrążająca Słońce w ciągu 5,21 lat w średniej odległości 3 j.a. Odkryta 5 maja 1981 roku.